# 章村街道
章村街道，是中华人民共和国河北省邢台市信都区下辖的一个乡镇级行政单位。

## 行政区划
章村街道下辖以下地区：
显德汪社区、章村社区、葛泉社区、新武社区、红星社区、东庞社区和邢东矿社区。